# Grande Mosquée du Vendredi de Ségou
Pour les articles homonymes, voir Grande Mosquée du Vendredi.
La Grande Mosquée du Vendredi de Ségou est la plus grande mosquée de la ville de Ségou, au Mali. 

## Histoire
Le président de la république, Amadou Toumani Touré, a lancé officiellement les travaux le 2 février 2007. La Grande Mosquée est inaugurée en 2009. 
Elle a été financée par l’Association mondiale pour l’appel islamique, une organisation libyenne.

## Description
L’édifice comprend également une école et un centre culturel. La superficie est de 2 300 m2 et elle peut recevoir 3 000 fidèles.